# Бейли (кечистка)
Памела Роуз Мартинез (родена на 15 юни 1989) е американскa професионална кечистка.
Понастоящем работи с WWE под сценичното име Бейли, където е бивша Шампионка при жените на NXT, както и двукратна Шампионка при жените на Разбиване и еднократна Шампионка при жените на Първична сила. Преди да подпише с WWE, Мартинез се бие в независимите компании под сценичното име Давина Роуз.

## В кеча
- Финални ходове
  - Като Бейли
    - Bayley-to-Belly Suplex[10][11]/Hug-plex[12] (Belly-to-belly suplex, понякога от второто въже)[13]
    - Guillotine choke,с bodyscissors[14][15] – 2015; използван като ключов ход след това

  - 'Като Давина Роуз
    - Rose Plant (Modified facebuster)[16]
- Ключови ходове
  - Bayleycanrana[17][18][11] (Super frankensteiner, понякога обърнат)[19]
  - Diving back elbow, понякога докато прави corkscrew[20][14][13][21]
  - Exploder suplex, понякога на обтегача на ринга[11][22][23][24][25]
  - Германски суплекс[10][17][26]
  - Headscissors armbar, на наведен опонент[14]
  - Japanese arm drag[27][28]
  - Многократно running double axe handle, понякога на пристигащ опонент[11][29][30]
  - Многократно running back elbow, на опонент на ъгъла[31][20][14]
  - Многократни удари в главата в обтегача, с постановки[31][11][32]
  - Neck wrench, понякога докато прави modified surfboard stretch[33][34]
  - Over the shoulder front powerslam, направен на опонент от ъгъла[20][32][35]
  - Springboard elbow drop, на опонент в позиция tree of woe[11][27]
  - Running corner clothesline[35][22][36]
  - Running knee drop[37][32][35]
  - Running one-handed bulldog, понякога на коленичещ опонент[31][27][22]
  - Running sliding clothesline, на седнал опонент[11][32][35][30]
  - Running spinning back elbow, на гърба на седнал опонент[11][30]
  - Running baseball slide dropkick, под долния обтегач[10][11]
  - Slip 'N Slide[38] (Spinning on top of a face-down opponent)[39][40]
  - Springboard corkscrew arm drag[35][41][42]
- Входни песни
  - „Boyfriend“ (instrumental) на Richard Harris & Robert J Walsh[43] (NXT; 11 юни 2013 – 11 септември 2014)
  - „Turn It Up“ на CFO$[44] (NXT; 11 септември 2014 – )

## Титли и отличия
- Pro Wrestling Illustrated'
  - Мач на годината (2015) срещу Саша Банкс на Завземане: Респект
  - Най-вдъхновяваща кечистка (2015)
  - PWI я класира като № 11 от топ 50 индивидуални кечстки в PWI Female 50 през 2015[45]
- Rolling Stone
- Мач на NXT на годината (2015)[46]срещу Саша Банкс на Завземане: Бруклин
  - Вражда за титла на годината, NXT (2015)[46]срещу Саша Банкс за Титла при жените на NXT
- Wrestling Observer Newsletter
  - Най-доказана (2015)[47]
- WWE NXT
  - Шампионка при жените на NXT (1 път)[11]
  - Крайно-годишни награди на NXT (2 пъти)
  - Женска участничка на годината (2015)[48]
  - Мач на годината (2015) срещу Саша Банкс на Завземане: Бруклин[48]
- WWE
  - Шампионка при жените на Първична сила (1 път)
  - Шампионка при жените на Разбиване (2 пъти)
  - Шампионка при жените на WWE (1 път)
  - Отборна шампионка при жените на WWE (2 пъти) - със Саша Бенкс
  - Договора в куфарчето (2019)
  - Кралско меле (2024)